# Nordine Taouil
 (août 2024).
Nordine Taouil (en arabe : نوردين الطويل), né en 1974 à Anvers (Belgique), est un imam belgo-marocain. Il est considéré salafiste par la Sûreté de l'État belge.
Après avoir étudié l'islam à l'Université islamique de Médine en Arabie saoudite, il revient en Belgique où il commence à prêcher à la mosquée de Hoboken. Il est membre de l'Exécutif des musulmans de Belgique de 2005 à 2015 et prêche dans plusieurs mosquées d'Anvers, principalement à la mosquée Muslimin.
Dans les années 2000, Nordine Taouil, jeune imam flamand, est occasionnellement sollicité par des médias flamands pour représenter le point de vue musulman, jusqu'à la découverte d'un double discours, lorsque d'anciens enregistrements de prêche choquent, provoquent des polémiques et ternissent son image. Il est également controversé pour ses liens avec l'extrémisme et l'Arabie saoudite. Dans les années 2010, Taouil s'engage activement dans la lutte contre le départ de jeunes Belges vers la Syrie pour participer au djihad.

## Biographie

### Débuts et voyage en Arabie saoudite
Cette section ne s'appuie pas, ou pas assez, sur des sources secondaires ou tertiaires indépendantes du sujet. Le texte peut contenir des analyses inexactes ou inédites de sources primaires.
Pour l'améliorer, ajoutez-en, ou placez des modèles {{Source secondaire souhaitée}} ou {{Source secondaire nécessaire}} sur les passages mal sourcés. (août 2024)
Nordine Taouil naît en 1974 à Anvers dans une famille d'origine marocaine et grandit à Merksem. Lorsqu'il a onze ans, son père décède, ce qui éveille en lui des questions sur la vie après la mort. Un mois plus tard, en 1986, il s'installe en Angleterre, et s'inscrit dans un internat où il apprend à lire et à écrire l'arabe, à mémoriser le Coran, ainsi que l'anglais.
En 1990, il retourne à Anvers. Inspiré par les imams originaires du Caire qui visitaient les mosquées d'Anvers durant son enfance, Taouil aspire également à devenir imam. Il fait ainsi une demande à la Grande Mosquée de Bruxelles pour rejoindre Médine et La Mecque. N'ayant pas reçu de réponse, il se rend à Damas, en Syrie, où il apprend l'arabe en un an et demi. Finalement, après avoir reçu une réponse de la Grande Mosquée de Bruxelles, il se rend en Arabie saoudite, pour étudier à l'Université islamique de Médine où il obtient son diplôme.
De retour en Belgique, il devient prédicateur à la mosquée de Hoboken. En 2003, il rencontre Fouad Belkacem à Boom, un homme non pratiquant et éloigné de la religion, et lui dispense des cours de religion. Observant que Fouad Belkacem commence à s'impliquer dans un cercle extrémiste et takfiriste, Taouil prend rapidement ses distances avec lui. Fouad Belkacem, alors surnommé Abu Imrân, deviendra plus tard le fondateur de Sharia4Belgium. Quant à Taouil, il quitte souvent Anvers pour travailler en tant que bénévole à la Grande Mosquée de Bruxelles.
Le 29 avril 2004, une proposition de loi est déposée au Sénat belge par plusieurs parlementaires, visant à mettre fin à la reconnaissance officielle du culte islamique en Belgique. Cette initiative est motivée par des préoccupations concernant ce que les auteurs de la proposition perçoivent comme des antinomies entre les valeurs islamiques et les valeurs occidentales. Dans les débats qui suivent, Nordine Taouil, est mentionné en raison de ses déclarations controversées au sujet des Talibans d'Afghanistan. Taouil décrit ces derniers comme "des personnes extrêmement amicales et généreuses", regrettant qu'ils n'aient pas l'opportunité de démontrer leurs capacités de gouvernance et déplorant le manque de soutien économique de l'Occident à leur égard. Ces déclarations suscitent une vive réaction et sont utilisées pour illustrer les inquiétudes des parlementaires quant à l'influence de l'islam en Belgique.
Travaillant en tant que superviseur chez De Lijn (pré-métro d'Anvers) et ayant un casier judiciaire vierge, Nordine Taouil reçoit en octobre 2005 un refus d'entrée au nouvel Exécutif des musulmans de Belgique après un contrôle de sécurité par la Sûreté de l'État, qui le juge anti-démocratique sans fournir de preuves concrètes. Taouil, qui se décrit comme un pacifiste et un patriote belge, rejette ces accusations, affirmant qu'il n'a jamais appelé à la violence et qu'il cherche simplement à intégrer les musulmans tout en préservant leur foi. Il critique la domination wallonne de l'Exécutif et plaide pour une Exécutive flamande distincte pour améliorer la représentation. Taouil exprime également ses inquiétudes quant à la possible surveillance de ses communications, qu'il compare aux pratiques de l'ancienne Union soviétique, tout en soutenant la nécessité de surveiller les véritables menaces terroristes. Son cas est également débattu au Parlement flamand.

### Carrière d'imam
En 2006, des rumeurs circulent selon lesquelles Taouil se présenterait aux élections municipales d'Anvers sur une liste du parti Vooruit. Cependant, les discussions sont interrompues pour des raisons non précisées.
Taouil accède à une position de leadership en devenant le président de l'Assemblée générale de l'Exécutif des musulmans de Belgique (EMB) en juin 2008. Sa nomination intervient dans un contexte de crise institutionnelle, marquée par la démission de 23 membres de l'Assemblée. Face à cette situation, Nordine Taouil, en collaboration avec le président de l'Exécutif, Semsettin Ugurlu, s'efforce de stabiliser l'institution. Dans un communiqué publié peu après leur prise de fonction, les nouveaux dirigeants expriment leur engagement à redresser l'EMB et à rétablir des relations positives avec les autorités publiques. Leur détermination porte ses fruits : à la mi-juillet 2008, le ministre de la Justice, Jo Vandeurzen (C-D&V), décide de libérer une subvention de 150 000 euros pour soutenir le fonctionnement de l'EMB, désormais géré par une équipe renouvelée et administrée par une nouvelle association.
En 2009, Alain Winants, alors administrateur-général de la Sécurité de l'État belge, déclare que Taouil est un extrémiste musulman de tendance salafiste-wahhabite,. Ces dires sont approuvés par le Ministre de la Justice Stefaan De Clerck,,,. Selon ce dernier, Nordine Taouil aurait aussi organisé des formations pour de jeunes musulmans belges dans des écoles coraniques radicales au Pakistan. À la suite de ces déclarations, l'épouse de Taouil, Hanan Taouil, perd sa reconnaissance en tant qu'assistante maternelle de Kind en Gezin (nl) quelques jours plus tard,. Taouil attaque alors Alain Winants en justice, à l'aide de son avocat Abderrahim Lahlahi (nl),,,,. Le 7 octobre 2011, l'affaire est classée sans suite.
Le 24 novembre 2015, il démissionne de l'assemblée générale de l'Exécutif des musulmans de Belgique en raison de l'inefficacité et des conflits internes au sein de l'organisation,. Membre depuis dix ans, dont six ans en tant que président de son Conseil d'administration selon la presse belge ainsi que le Ministre de la Justice Koen Geens,, Taouil critique la mauvaise gestion de l'Exécutif, notamment les querelles incessantes entre les membres, la politique de favoritisme et les problèmes liés à la traduction lors des réunions, qui ralentissent le processus décisionnel. Il propose la création d'un Exécutif musulman séparé pour la Flandre afin d'améliorer la transparence et l'efficacité dans cette région,.
En février 2019, à la suite de la rupture du bail emphytéotique avec l'Arabie saoudite, Taouil se porte candidat repreneur du Centre culturel islamique lié à la Grande Mosquée de Bruxelles,. Il déclare plus tard que l'Exécutif des musulmans de Belgique est un « organe corrompu ». Taouil exprime ses préoccupations quant à l'importation d'imams étrangers pour les sermons du Ramadan en Belgique. Ces accusations font réagir Koen Geens qui qualifie cette affaire de "faute d'amateur".
En avril 2019, l'Exécutif des musulmans de Belgique réfute les affirmations de l'imam Nordine Taouil, affirmant qu'aucun imam ne parlant que l'arabe n'a dirigé un vendredi de prière à la Grande Mosquée, et précise que les imams qui dirigent la prière sont reconnus par la Belgique et parlent également français ou néerlandais et arabe.

## Positions
À la fin de 2023, en réponse à la guerre à Gaza, il appelle à ne pas importer le conflit en Belgique.

### Usage des aûmônes islamiques
Lors de la période de Ramadan, Taouil explique que la zakat al-fitr, une forme spécifique de zakat, est destinée à soutenir les plus pauvres pour qu'ils puissent célébrer la fin du jeûne dignement. Il encourage les musulmans à faire preuve de solidarité en faisant des dons de nourriture ou d'argent aux banques alimentaires et aux centres d'hébergement pour sans-abri en Belgique.
Taouil met en lumière un problème crucial : le manque de transparence dans l'utilisation des fonds collectés par les mosquées et autres organisations islamiques. Il appelle à une meilleure gestion et communication des flux financiers pour assurer que les aumônes soient utilisées de manière appropriée et bénéfique. Il suggère que l'Exécutif des musulmans de Belgique, l'organe représentatif des musulmans en Belgique, pourrait jouer un rôle clé dans ce processus.
Pour renforcer la confiance dans les institutions islamiques locales, Taouil propose la création d'un fonds de solidarité géré par des leaders religieux respectés. Ce fonds pourrait centraliser les dons et garantir leur bonne utilisation. Ahmed Azzouz, inspecteur- conseiller en enseignement islamique, soutient cette idée en insistant sur la nécessité de la transparence et la possibilité de laisser les donateurs choisir les causes qu'ils souhaitent soutenir, tout en garantissant un usage correct et clair des fonds
.

## Controverses

### Propos déplacés lors d'un prêche (2004)
En février 2019, alors que Nordine Taouil est candidat pour reprendre la gestion de la Grande Mosquée de Bruxelles après la fin du bail avec l'Arabie saoudite, une vieille vidéo de lui refait surface. Dans cette vidéo, réalisé en 2004, Taouil fait des déclarations sexistes et critiquables sur les femmes. Dans la vidéo, il explique que les non-croyants "vivent comme des animaux", que les femmes ne devraient pas quitter leur maison sans raison valable, et exprime l'espoir que l'Europe entière devienne islamique d'ici 50 ans.
L’ancienne secrétaire d’État pour l’Égalité des Chances, Zuhal Demir, réagit vivement sur Facebook en disant : « Si c’est un imitateur de voix, qu’on me le dise. Comment quelqu’un avec ces opinions peut-il diriger la plus grande mosquée du pays ? » Elle exprime son scepticisme quant à la capacité de Taouil à promouvoir l’égalité des droits entre les hommes et les femmes, étant donné les propos de la vidéo.
Taouil, pour sa part, se défend en affirmant que ces propos datent de 15 ans et qu'ils sont déformés pour paraître plus radicaux qu'ils ne l'étaient. Il affirme qu'il regrette profondément ces déclarations et qu'il a évolué depuis. Il précise que son objectif est de promouvoir une vision de l’islam en Belgique qui respecte les droits égaux pour les hommes et les femmes, malgré les préoccupations exprimées par Demir. Il affirme également qu'il ne doit pas être jugé sur des déclarations faites en 2004.

### Port du voile dans les écoles (2009)
En juin 2009, il appelle les parents musulmans d'Anvers et de Hoboken à garder leurs enfants à la maison en réaction à l'interdiction du port du voile dans deux écoles,,. Cette position est fortement critiquée par Kris Van Dijck (membre du parti Nieuw-Vlaamse Alliantie), qui la considère irresponsable et potentiellement dommageable pour l'avenir des jeunes concernés.
Le Vlaams Belang critique encore plus sévèrement l'imam, affirmant que les autorités ne devraient plus le considérer comme un interlocuteur. Le parti suggère même de retirer les allocations familiales et les bourses d'études aux parents suivant l'appel de Taouil. Meyrem Almaci de Groen reconnaît le problème de la pression sociale sur les jeunes filles musulmanes, mais conteste que l'interdiction des voiles soit une solution efficace,.
Une semaine plus tard, L’imam Taouil participe à un débat sur l’émission De Zevende Dag avec Bart De Wever, président de la Nieuw-Vlaamse Alliantie (N-VA), concernant l'affaire du port du voile. Il précise que sa déclaration était une réaction émotionnelle, visant uniquement à ouvrir le débat et à protester contre ce qu'il considère comme un interdit discriminatoire.
Taouil affirme que le voile est une partie essentielle de l'identité des musulmanes et critique l’incohérence du fait que le voile soit autorisé dans la rue mais interdit à l'école. Selon lui, les musulmanes ont le droit de montrer leur identité, et les restrictions imposées à l'école sont injustes dans une société qui n'est pas une dictature. Il souligne que les concessions sur le port du voile devraient être limitées aux sociétés autoritaires, et non à une société démocratique comme la Flandre.
En parallèle, Taouil se prononce contre la création d'écoles séparées pour les musulmans, estimant que cela conduirait à une société ségrégée, ce qu'il juge malsain. Pour lui, il est crucial d’apprendre à vivre avec d’autres croyances et de favoriser l’intégration plutôt que la séparation.
Bart De Wever, quant à lui, considère que l’imam prend une lourde responsabilité avec son appel à boycotter l’école. Selon De Wever, le voile représente une restriction à l’expression sexuelle féminine, ce qui s’oppose aux principes d’une société éclairée. De Wever estime que cette obligation va à l’encontre des valeurs de la société moderne, qui enseigne la maîtrise de soi aux hommes et favorise l'égalité.
En septembre 2009, le journal De Morgen dévoile des interviews avec plusieurs personnalités politiques belges, débattant sur cette affaire. Cela suscite des oppositions, notamment de Selahattin Koçak (nl) qui déclare : « Qui est Taouil pour parler au nom de tous les musulmans »,. Le CD&V Ergün Top (nl) estime qu'il est lui même responsable de l'escalade qui a mené à l'interdiction du voile. Il le considère également comme une sorte de Filip Dewinter de la communauté marocaine, mais en moins intelligent. La sénatrice Nahima Lanjri, CD&V, estime qu'il participe à la formation de ghettos.

## Plainte contre Sharia4Belgium (2012)
Le 19 septembre 2012, Nordine Taouil dépose une plainte contre Sharia4Belgium après avoir reçu une série de messages haineux sur son téléphone,. Cette situation se produit quelques heures après qu'il a publiquement condamné les émeutes à Borgerhout, incitées par Fouad Belkacem, le fondateur de Sharia4Belgium,,.
Près de dix ans plus tôt, en 2003, Nordine Taouil avait donné des cours de religion à Fouad Belkacem avant que ce dernier ne se radicalise et ne devienne extrémiste takfiriste.

## Prises de position

### Lutte contre les départs en Syrie (2013-2014)
Entre 2013 et 2014, alors qu'il est membre de l’assemblée générale de l’Exécutif des musulmans de Belgique, l’imam Nordine Taouil appelle à une intervention urgente des organisations islamiques belges,,,,. Selon lui, des "points de vue clairs" sont nécessaires pour rassurer les personnes inquiètes face au phénomène de départs en Syrie. Taouil, constate que de nombreux parents viennent lui parler de leurs enfants partis combattre en Syrie. Il décrit des mères désemparées, pleurant leurs enfants perdus à cause de la propagande de l'État islamique, qui cible aussi bien les hommes que les femmes pour assurer leur descendance.
Taouil souligne que les réseaux sociaux sont utilisés par les djihadistes pour recruter et endoctriner les jeunes musulmans. Ces derniers, souvent en quête de connaissance religieuse, se tournent vers Internet en raison du manque de ressources locales en néerlandais et de l'absence de formation adéquate en arabe. L’imam insiste sur la nécessité de moderniser les mosquées flamandes pour contrer l’endoctrinement. Il considère qu'il est crucial que les musulmans apprennent à vivre non seulement avec leur corps mais aussi avec leur raison.
L’imam regrette que l’Exécutif des musulmans ait tardé à réagir face aux crises en Syrie et ailleurs. Il estime que cet organe a une responsabilité morale de rassurer le public et de se faire entendre de manière plus affirmée. Selon Taouil, l’Exécutif doit accompagner et expliquer, surtout lorsque la situation devient critique. Il fait référence à l’appel récent de Bart De Wever demandant une réaction de l’Exécutif des musulmans, suivi d’une déclaration de cet organe qui n’a pas satisfait certains musulmans qui se sentent non concernés par l’extrémisme. Taouil reconnaît cette frustration mais insiste sur la nécessité de clarifier les positions face à la montée de l'extrémisme.

## Divers

### Télévision
En février 2008, Nordine Taouil participe à l'émission De Zevende Dag de la VRT à la télévision belge, où il débat avec le philosophe belge Johan Braeckman (nl) sur le thème du créationnisme et de la naissance des étoiles. Tandis que Braeckman défend les sciences humaines et sociales, Taouil soutient la vision islamique de la création du monde,.
- 2008 : Débat sur le créationnisme avec le philosophe Johan Braeckman (nl), dans l'émission De Zevende Dag, diffusé sur la VRT[39].

- 2009 : Débat sur le port du voile à l'école avec le bourgmestre Bart De Wever, dans l'émission De Zevende Dag, diffusé sur la VRT[45].
- 2013 : Débat sur la radicalisation avec Dyab Abou Jahjah, dans l'émission Terzake (nl), diffusé sur la VRT[70].

- 2015 : Débat sur le racisme avec le bourgmestre Bart De Wever, diffusé sur Maghreb TV[71],[72],[73].

### Radio
- « Nieuwe regels voor de Hadj zorgen voor wereldwijde commotie bij moslims », Radio 1 (Belgique),‎ 2 septembre 2022 (lire en ligne)